# Oleh Kyrjuchin
Oleh Stanislawowytsch Kyrjuchin (ukrainisch Олег Станіславович Кирюхін; englische Transkription: Oleh Stanislavovych Kiryukhin; * 25. Februar 1975 in Mariupol) ist ein ukrainischer Boxer. Kyrjuchin war Europameister 1993, Silbermedaillengewinner der Europameisterschaften 1996 und Bronzemedaillengewinner der Europameisterschaften 1998 und der Olympischen Spiele 1996.

## Karriere

### Amateur
1993 gewann Kyrjuchin im Halbfliegengewicht die Europameisterschaften in Thessaloniki. Bei den Weltmeisterschaften 1995 schied er jedoch bereits im Achtelfinale gegen Rafael Lozano, Spanien (8:4), aus. Im Jahr darauf erreichte Kyrjuchin wieder das Finale der Europameisterschaften, verlor dieses jedoch gegen den Bulgaren Daniel Petrow. Im selben Jahr startete er bei den Olympischen Spielen in Atlanta. Nach Siegen über Abdul Rashid Qambrani, Pakistan (17:3), Beibis Mendoza, Kolumbien (18:6), und Albert Guardado, USA (19:14), erreichte er das Halbfinale, in welchem er wiederum dem späteren Olympiasieger Daniel Petrow mit 17:8 Punkten unterlag.
1998 errang Kyrjuchin die Bronzemedaille der Europameisterschaften in Minsk. In der Vorrunde konnte er diesmal Petrow knapp schlagen und er gewann auch seinen Viertelfinalkampf gegen Jérôme Thomas, Frankreich (9:2), im Halbfinale schied er dann jedoch gegen Sergei Kasakow, Russland (7:5), aus. Seine letzte internationale Meisterschaft bestritt Kyrjuchin 1999 bei den Weltmeisterschaften in Houston. Hier schied jedoch bereits im Achtelfinale gegen Dilshod Yuldashev, Usbekistan (9:0), aus.

### Profi
2000 wurde Kyrjuchin Profi, hatte jedoch nur geringen Erfolg. Nach sechs Kämpfen beendete er seine Karriere.